# Veronica Gaspar
Veronica Gaspar (* 10. März 1995) ist eine Skirennläuferin von den Amerikanischen Jungferninseln. Ihre stärksten Disziplinen sind der Slalom und der Riesenslalom.

## Karriere
Nach Teilnahmen an verschiedenen Juniorenmeisterschaften bestritt Gaspar am 1. Dezember 2011 im französischen Tignes ihr erstes FIS-Rennen. Bislang erreichte sie im Rahmen von FIS-Rennen als beste Platzierungen drei sechste Plätze im April und Dezember 2012.
Im März 2012 nahm sie an der Alpinen Ski-Juniorenweltmeisterschaften in Roccaraso (Italien) teil. Im Slalom fuhr sie auf den 39. Platz, im Riesenslalom kam sie auf Platz 71. Bei den Weltmeisterschaften 2013 in Schladming war sie einzige Vertreterin ihres Skiverbandes. Sie erreichte die Plätze 75 im Riesenslalom bzw. 81. im Slalom.
In den darauffolgenden Jahren startete Gaspar hauptsächlich bei Rennen des South American Cup bzw. FIS Rennen. Ihre letzten internationalen Rennen bestritt sie im Dezember 2016, seither ist sie nicht mehr in Erscheinung getreten.

## Erfolge

### Weltmeisterschaften
- Schladming 2013: 75. Riesenslalom, 81. Slalom

### South America Cup
- 8 Platzierungen unter den besten 30

### Juniorenweltmeisterschaften
- Roccaraso 2012: 39. Slalom, 71. Riesenslalom
- Québec 2013: 26. Slalom, DNF Riesenslalom
- Jasna 2014: 52. Riesenslalom, DNF Slalom

### FIS-Rennen
- 11 Platzierungen unter den besten 10, davon 1 Podestplatz